# سونیا اسکولانو
سونیا اسکولانو (اسپانیایی: Sonia Escolano‎؛ زادهٔ ۲۶ دسامبر ۱۹۸۰) کارگردان، و فیلم‌نامه‌نویس اهل اسپانیا است.